# Hascombe
Hascombe is een civil parish in het bestuurlijke gebied Waverley, in het Engelse graafschap Surrey met 307 inwoners.